# 塙真奈美
塙 真奈美（はなわ まなみ、3月27日 - ）は、日本の女性声優。千葉県出身。B-Box所属。旧芸名：塙 愛美（はなわ まなみ）。

## 経歴
2017年11月17日付けにて、芸名を「塙愛美」から「塙真奈美」に改名した。

## 出演
太字はメインキャラクター。

### テレビアニメ
2014年
- Wake Up, Girls!（マッサージ師）
- ブラック・ブレット（少女B）
- 超爆裂異次元メンコバトル ギガントシューター つかさ - ノンクレジット
- ガールフレンド（仮） - ノンクレジット

2015年
- ユリ熊嵐（クマ美）
- NARUTO -ナルト- 疾風伝（エビス〈少年期〉）

2016年
- それいけ!アンパンマン（女の子）
- この男子、魔法がお仕事です。（甲山）
- RS計画 -Rebirth Storage-（オペレーターA）
- 夏目友人帳（2016年 - 2017年、口髭の小妖怪、男の子、七房の森の妖怪たち） - 2シリーズ
- ヘボット!（2016年 - 2017年、イノイチロー、ヘイミ / キラキ・ラ・ムー）

2017年
- 龍の歯医者
- メイドインアビス（キユイ）
- 鬼灯の冷徹（学級委員）

2018年
- 魔法使いの嫁（パートの女性）
- ひそねとまそたん（女子生徒A、アナウンス、男の子、千堂八重）
- BANANA FISH（アッシュ幼少期、メイド）

2019年
- ブギーポップは笑わない（女生徒）
- 妖怪ウォッチ シャドウサイド（ジョゴラ）
- FAIRY TAIL（ハイネ）
- ヴィンランド・サガ（スノーレ、ゴルムの村 村人、王室の女性）

2020年
- 虚構推理（2020年 - 2023年、看護師B、谷尾葵、幽霊小学生、狛犬〈黒〉、妖狐 他） - 2シリーズ
- 文豪とアルケミスト 〜審判ノ歯車〜（妻、音声、幼少期太宰）
- おばけずかん（2020年 - 2022年、ヒロシの友だち、むかでナース、ばいてんのキオスカ、ひじょうかいだんのカグヤ 他）
- 憂国のモリアーティ（令嬢E、貴婦人）

2021年
- おそ松さん（女）
- 白い砂のアクアトープ（上原愛梨、営業部スタッフ、南風原雫、スタッフ）

2022年
- 東京ミュウミュウ にゅ〜♡（2022年 - 2023年、ホンチャ） - 2シリーズ
- アイドリッシュセブン Third BEAT!（Re:valeファン）

2023年
- スキップとローファー（桔平、女子生徒、浅野、審判の生徒、クラスメイト）
- カワイスギクライシス（巻村龍之介）
- オチビサン（2023年 - 2024年、オチビサン）

2024年
- メタリックルージュ（キャスター、エミリー、店員、アナウンス）
- となりの妖怪さん（花子さん、室峰先生、西谷和彦〈子供〉、杉本こづえ〈少女〉、佐野麻紀 他）
- 魔王の俺が奴隷エルフを嫁にしたんだが、どう愛でればいい?（街の人々、バルバロス〈少年〉）

2025年
- 空色ユーティリティ（TV音声）
- 真・侍伝 YAIBA（生徒、同級生、ミポリン）
- 機動戦士Gundam GQuuuuuuX（シイコ・スガイ 他）
- ホテル・インヒューマンズ（メイ、坂井梨果）
- 出禁のモグラ（真木梅晴〈幼少期〉）

### 劇場アニメ
2010年代
- 君の名は。（2016年、花）
- 劇場版 夏目友人帳 〜うつせみに結ぶ〜（2018年、五丁町の小妖怪）
- 薄暮（2019年）
- 天気の子（2019年）

2020年代
- 映画 ギヴン（2020年、客A）
- 夏目友人帳 石起こしと怪しき来訪者（2021年、兎顔の小妖怪）
- シン・エヴァンゲリオン劇場版𝄇（2021年）
- 劇場版 少女☆歌劇 レヴュースタァライト（2021年）
- すずめの戸締まり（2022年）
- しん次元! クレヨンしんちゃん THE MOVIE 超能力大決戦 〜とべとべ手巻き寿司〜（2023年、ミツル〈5、8才〉）

### OVA
- OVA 姉ログ（2014年）
- エヴァンゲリオン 使徒、博多襲来（2019年）
- 鬼灯の冷徹（2019年、妙子の友人） - コミックス第29巻DVD付き限定版

### Webアニメ
- 日本アニメ（ーター）見本市 イブセキ ヨルニ（2015年）
- 終末のワルキューレ（2021年）
- ヴァンパイア・イン・ザ・ガーデン（2022年、ヴァンパイア）

### ゲーム
- Vitamin R（藤重一真の幼少期）
- ウチの姫さまがいちばんカワイイ（魅惑姫ヴィナス・ティータ）
- オトギア　アプリゲーム
- 雀王　アプリゲーム
- サモンナイト5（ノイ、ムギュ）
- スクール・ウォーズ〜学園戦争〜
- スクール・ウォーズ〜卒業戦線〜
- 絶対階級学園（八木沢萌花）
- 伯爵と妖精
- 遙かなる時空の中で5（道場主の娘）
- ヘルプ!!!〜恋が丘学園おたすけ部〜（有栖川美景）
- ガールフレンド（仮）（鍋島ちより）
- スターレット（メイファ）
- ファイトリーグ（寝篭屋ヨーコ、頂き山ガール!ランたん、ブレンダ・ミンチ、スクリーナーズ アイ、イカした女王のシャンデリア）
- 実況パワフルプロ野球2018（2018年、尾梅小雪[30]）
- SDガンダム GGENERATION ETERNAL（2025年、シイコ・スガイ）
- モンスターストライク（2025年、シイコ・スガイ[31]）

### ドラマCD
- 茅島氏の優雅な生活（冬至和寿子）
- 絶対階級学園（八木沢萌花）
- なまいきな遺伝子（女子学生）
- ノットイコール(2)（同級生）
- 花のみごろに（有川真希）
- ファントム オブ キル SPECIAL DRAMA CD
- 夜空のすみっこで、（小五男子）

### 吹き替え

#### 映画
- ザ・スイッチ
- ヴェンジェンス（2017年、ベシー・マグワイア 役）
- Work It 〜輝けわたし!〜（2020年）

#### 人形劇
- ダーククリスタル: エイジ・オブ・レジスタンス（セラドン、ボブン[32]）

#### アニメ
- スーパーヒーロー・パンツマン
- マイリトルポニー〜トモダチは魔法〜（トワイライトスパークル）※シーズン1 - 2（YouTube版追加録音部分）、シーズン3 -
  - マイリトルポニー〜虹の終わりの町〜（トワイライトスパークル）
- マイリトルポニー: 新しい世界（トワイライトスパークル）
- ブルーイ（ブルーイ）

### 映画
- シン・ゴジラ（2016年、リポーター）※声の出演

### ナレーション・ボイスオーバー
- ヤーナリズム
- 世界まる見え!テレビ特捜部（日本テレビ）
- 砂の美術館　砂で世界旅行・ドイツ編（館内映像ナレーション）
- 「劇場版 夏目友人帳 〜うつせみに結ぶ〜」公開記念特番（TBS）

### 舞台
- 劇団民話芸術座　火の鳥（速魚・ロビタ）
  - 終末のフール（渡部華子）
  - 河童の笛（オーラ・幸）
  - 雪女（お雪）
  - 雨降り小僧（雨降り小僧）
  - 創立40周年記念公演 カノン（主人公の少年期）
- 劇団♰勇壮淑女　愛して紅〜純情地獄爆走伝説〜（幸代）
- 劇団SHOW&GO FESTIVAL　クラッチ・シューター〜逆転の時間
- 朗読劇 魔導師は平凡を望む（※声の出演）

### その他コンテンツ
- ボイスドラマ 恋愛寮においでよ☆（2022年、鈴宮花鈴[33]）

### シリーズ一覧
1. ↑  第5期『伍』（2016年）、第6期『陸』（2017年）
2. ↑  Season1（2020年）、Season2（2023年）
3. ↑  第1期（2020年）、第2期『おばけずかん!』（2022年）
4. ↑  第1期（2022年）、第2期（2023年）